# Congrès extraordinaire de Lyon de l'UDF
 (juillet 2025).
Si vous disposez d'ouvrages ou d'articles de référence ou si vous connaissez des sites web de qualité traitant du thème abordé ici, merci de compléter l'article en donnant les références utiles à sa vérifiabilité et en les liant à la section « Notes et références ».
 (juillet 2025).
Motif : Pas de sources centrées sur plusieurs années
- Archive Wikiwix
- Bing
- Cairn
- DuckDuckGo
- E. Universalis
- Gallica
- Google
- G. Books
- G. News
- G. Scholar
- Persée
- Qwant
- (zh) Baidu
- (ru) Yandex
- (wd) trouver des œuvres sur Wikidata

| 1. | Préciser le motif de la pose du bandeau. | Précisez le motif de la pose du bandeau en utilisant la syntaxe suivante : {{admissibilité à vérifier\|date=juillet 2025\|motif=remplacez ce texte par le motif}}                                            |
| 2. | Informer les utilisateurs concernés.     | Pensez à avertir le créateur de l'article, par exemple, en insérant le code ci-dessous sur sa page de discussion : {{subst:avertissement admissibilité à vérifier\|Congrès extraordinaire de Lyon de l'UDF}} |

Pour les articles homonymes, voir Congrès de Lyon.
Le congrès extraordinaire de Lyon de l'UDF s'est tenu les 28 et 29 janvier 2006, à Lyon.

## Description
À l'occasion de ce congrès, les adhérents de l'Union pour la démocratie française (UDF) apportent un soutien appuyé (91,1 % des votants) à la motion présentée par le président du parti, François Bayrou, définissant l'UDF comme un « parti libre », au centre, indépendant des majorités et opposition de droite comme de gauche.
Les partisans d'une alliance pré-électorale avec l'Union pour un mouvement populaire (UMP), menés par le ministre Gilles de Robien, sont marginalisés. Ce dernier avait précédemment été suspendu de ses fonctions exécutives au sein du parti à la suite de son entrée au gouvernement Dominique de Villepin, qui était contraire à la décision de non-participation gouvernementale prise par l'UDF.

## Conséquences
Le congrès de Lyon est une étape significative de l'autonomisation du parti centriste français par rapport à l'UMP : il prépare ainsi la création, un peu plus d'un an plus tard (mai 2007), du Mouvement démocrate (MoDem).
En entraînant un éclatement en deux parties du principal parti centriste, cet événement prend une dimension historique analogue à celle du congrès extraordinaire du Parti radical de 1955, qui a vu le Parti radical se scinder en deux blocs se présentant séparément lors des élections législatives de 1956.